# La passeggiata (Chagall)
La passeggiata  è un dipinto a olio su tela (170x163,2 cm) realizzato tra il 1917 ed il 1918 dal pittore Marc Chagall.
È conservato nel Museo di Stato Russo di San Pietroburgo.

## Descrizione dell'opera
Il dipinto ha al centro della scena il pittore che tiene per mano la moglie Bella mentre vola tranquillamente per aria, questa rappresenta un ballo tipico russo. Nell'altra mano ha un uccellino che simboleggia il loro accordo con la natura. 
Alle loro spalle c'è la città dove i due sono nati e dove vivevano all'epoca (siamo nel 1917): Vicebsk. In terra ai piedi del pittore c'è la classica tovaglia da picnic con una bottiglia di vino e un bicchiere. Essa, decorata con fiori, ha un colore rosso vivo che spicca ancora di più essendo complementare al verde del prato e del paesaggio tutto intorno.
L'artista guarda verso di noi con un largo sorriso che esprime tutta la sua felicità: è una splendida giornata, sta facendo un picnic con la sua amata moglie, alle loro spalle c'è la loro città, il luogo dove sono nati. La loro felicità è perfetta: Bella si alza in volo e Chagall la trattiene con la mano, ma a sua volta sembra sollevato da terra grazie all'amore che lo lega alla donna. È un po' come se i due si muovessero su piani diversi, lui cammina sulla terra, lei è una specie di angelo e si libera nell'aria.
Il senso di questa immagine è che l'amore che lega profondamente due persone, va oltre i limiti imposti dalla natura, ha qualcosa di trascendente. Il volo di Bella significa che l'amore, sentimento reciproco, va in una dimensione quasi irrazionale, un amore che si libra in un volo e che simboleggia che il loro amore sia al di sopra di qualsiasi altra cosa trascendente.
Lo stile del dipinto risente delle scomposizioni tipiche della scuola cubista con cui Chagall entrò in contatto a Parigi e tutto sommato questo rafforza l'atmosfera surreale e fiabesca di questo paesaggio placido e tranquillo, come sottolinea il cavallo che pascola indisturbato sullo sfondo.
L'unica nota diversa è la sagoma della sinagoga, che ha una tonalità rosata, molto più delicata rispetto al verde delle case: la sua struttura evanescente ci mostra che ha una funzione diversa, spirituale, rispetto a quella molto più concreta degli altri edifici della città.